# 도라에몽 모금
도라에몽 모금(일본어: ドラえもん募金)은 일본에서 1999년에 발족된 모금이다. TV 아사히가 재해의 피해자 복지 활동의 지원 등을 목적으로 실시하는 활동에서 대규모 재해 발생시에 개설되는 모금이다.

## 실적
- 1999년 대만 대지진[1]
- 2006년 5월 자와섬 지진[2]
- 2007년 니가타현 주에쓰 해역 지진
- 2008년 사이클론 나르기스
- 2008년 쓰촨 대지진
- 2010년 아이티 지진
- 2011년 동일본 대진재
- 2013년 태풍 하이옌
- 2015년 4월 네팔 지진
- 2015년 9월 간토·도호쿠 호우
- 2016년 구마모토 지진
- 2018년 7월 일본 호우
- 2019년 태풍 하기비스
- 2020년 7월 일본 호우
- 2024년 노토반도 지진[3]